# Recuit
Le recuit d'une pièce métallique ou d'un matériau est un procédé correspondant à un cycle de chauffage. Celui-ci consiste en une étape de montée graduelle en température suivie d'un refroidissement contrôlé. Cette procédure, courante en sciences des matériaux, permet de modifier les caractéristiques physiques du métal ou du matériau étudié. Cette action est particulièrement employée pour faciliter la relaxation des contraintes pouvant s'accumuler au cœur de la matière, sous l'effet de contraintes  mécaniques ou thermiques, intervenant dans les étapes de synthèse et de mise en forme des matériaux. À l'occasion d'un recuit, les grains (mono-cristaux) de matière se reforment et retrouvent en quelque sorte, leur « état d'équilibre ».
Le recuit est également utilisé pour changer les propriétés magnétiques d'une pièce.
Le recuit de cristallisation, après écrouissage, a pour but de conférer au métal une taille de grain optimale pour son utilisation future (pliage, emboutissage…).

## Nécessité du recuit en métallurgie
Le laminage à froid d'un matériau provoque son écrouissage ce qui se traduit par une perte de ductilité (propriété d'un matériau à s'étirer sans se rompre) et un durcissement. Une restructuration de texture granulaire est alors nécessaire pour lui redonner les propriétés mécaniques sensiblement identiques à celles qu'il avait avant déformation.
Exemples d'utilisation du recuit :
- adaptation de la taille des grains du métal pour des performances optimales (après une coulée) ;
- élimination de contraintes résiduelles (déformation plastique) ;
- baisse de la dureté en vue d'un usinage ;
- obtention de pièces mono-cristallines de caractéristiques exceptionnelles (ex. : aubes de rotors de turbo-machines)…

## Procédé
Le recuit est obtenu par élévation de température du métal à des températures allant de 500 °C à 850 °C. La qualité du recuit exige un cycle de chauffe (temps de montée en température, temps de maintien) bien maîtrisé (il peut être lent ou rapide).
Il est nécessaire de respecter certaines valeurs couplées de temps de maintien et de température de chauffe pour avoir une recristallisation complète.
La vitesse de chauffe influence la taille des grains (et leur nombre). En fonction de la structure d'origine et de la taille de grain souhaitée, il faudra être plus ou moins rapide.
Le temps de maintien, la température de chauffe et la vitesse de refroidissement influencent plus encore la taille des grains.
Plus la descente est rapide (sans atteindre des vitesses de trempe), plus les grains restent petits.
Si une trempe est souhaitée, elle peut être réalisée en lieu et place du refroidissement du recuit.

## Cycle lent et cycle rapide
Le cycle lent de recuit d'un acier est effectué en plaçant les bobines sous des cloches pendant 30 à 40 heures. Le recuit continu permet quant à lui un cycle de chauffage rapide (90 secondes + ou - 30 secondes).
l'étape de refroidissement doit être aussi lente. Par exemple, les fours à cloche de type HICO/H2 utilisent à la fin du cycle de chauffage un refroidisseur qui commence par un refroidissement à air, jusqu'à une température de 300 °C, suivi par un arrosage à l'eau jusqu'à une température de 70 °C.

## Intérêt du recuit continu
Apparu dans les années 1960, le recuit continu permet de réunir sur une ligne en continu les opérations de recuit, d'écrouissage, inspection, huilage, marquage, cisaillage de rives et bobinage. Il permet un important gain de temps par rapport au recuit sous cloches (appelé aussi recuit de base).

## Micro-électronique
Le recuit est une technique aussi utilisée dans les procédés de micro-électronique. Elle permet par exemple :
- la diffusion des dopants (bore, arsenic, phosphore, etc.) dans un semi-conducteur intrinsèque ;
- dans le cas d'une ou plusieurs couches de métal (métaux) sur un semi-conducteur la diffusion des métaux dans le semi-conducteur, changeant ainsi sa nature et par là même améliorant ou changeant la nature de la jonction avec le métal :
  - amélioration d'un contact ohmique par formation de siliciure — ou selon le terme consacré saliciure — (cas du silicium),
  - transformation d'un contact Schottky  en  contact ohmique (par exemple par recuit d'une couche d'aluminium sur une couche du silicium) ;
- la restauration d'une surface endommagée pour un semi-conducteur simple : lorsqu'un semi-conducteur simple (non binaire, tertiaire ou quaternaire, etc.) comme le silicium ou le germanium est endommagé, par exemple à la suite d'une gravure au plasma ou d'une gravure ionique réactive  (bombardement de la surface par des ions et des électrons), il est possible de recuire le semi-conducteur pour tenter de restaurer la surface. Cette technique ne marche pas avec des semi-conducteurs binaires (ou tertiaires…) car la chaleur a tendance à désagréger l'alliage des deux (ou plus) éléments utilisés.